# Список керівників держав 1829 року
Список керівників держав 1829 року — це перелік правителів країн світу 1829 року.
Список керівників держав 1828 року — 1829 рік — Список керівників держав 1830 року — Список керівників держав за роками

## Європа
- Король Великої Британії Георг IV (1820—1830)
  - прем'єр-міністр — Артур Веллслі (1828—1830)
- Балканський півострів
  - Перша грецька республіка — прем'єр-міністр і президент Іоанн Каподістрія (1827—1831)
  - Сербське князівство — Милош Обренович (1815—1839)
  - Князь-єпископство Чорногорія — Петро I Петрович-Негош (1782—1830)
- Балтія
  - Литовське генерал-губернаторство — Римський-Корсаков Олександр Михайлович (1812—1830)
- Італія
  - Лукканське герцогство — Карл I (1824—1847)
  - Герцогство Масси і Каррари — Марія Беатріче д'Есте (1815—1829). Зникнення.
  - Герцогство Модени і Реджо — Франческо IV д'Есте (1814—1846)
  - Герцогство Парми та П'яченци — Марія-Луїза Австрійська (1814—1847)
  - Сардинське королівство — Карл Фелікс (1821—1831)
  - Королівство Обох Сицилій — Франциск I (1825—1830)
  - Велике герцогство Тосканське — Леопольдо ІІ (1824—1859)
- Кавказ
  - Абхазьке князівство — Михайло Шервашидзе (1822—1864)
  - Аварське ханство — Абу-Султан I (1828—1834)
  - Букеєвська орда — Жангір-хан (1823—1845)
  - Газікумухське ханство — Аслан-хан (1820—1836)
  - Гурійське князівство — Давіт I Гурієлі (1823—1829). Зникнення.
  - Мегрельське князівство — Леван V Дадіані (1804—1846)
  - Північно-Кавказький імамат — Газі-Мухаммад (1829—1832)
- Німеччина
  - Імператор Австрії Франц II (1804—1835)
  - Ангальтське князівство: Ангальт-Дессау — герцог Леопольд IV Фрідріх Ангальтський (1817—1863); Ангальт-Кетен — Фрідріх Фердинанд Ангальт-Кетен-Плесський (1828—1830); Ангальт-Бернбург — Алексіус Фрідріх Крістіан Ангальт-Бернбурзький (1796—1834)
  - Баварське королівство — Людвіг I (1825—1848)
  - Велике герцогство Баденське — Людвіг I (1818—1830)
  - Брауншвейзьке герцогство — Карл II Брауншвейзький (1815—1830)
  - Вюртемберзьке королівство — Вільгельм I (1816—1864)
  - Ганноверське королівство — Георг IV (1820—1830)
  - Гессен-Гомбурзьке ландграфство — Фрідріх VI (1820—1829); Людвіг (1829—1839)
  - Гессен-Дармштадтське ландграфство — Людвіг I Гессенський (1790—1830)
  - Гессенське курфюрство — Вільгельм II (1821—1847)
  - Гогенцоллерн-Гехінген — Фрідріх Гогенцоллерн-Гехінгенський (1810—1838)
  - Гогенцоллерн-Зігмарінгенське князівство — Антон Алоїс Гогенцоллерн-Зігмарінген (1785—1831)
  - Ліппе-Детмольд — Леопольд II (1802—1851)
  - Ліхтенштейн — Йоганн I (1805—1836)
  - Мекленбург-Шверінське герцогство — великий герцог Фрідріх-Франц II Мекленбург-Шверінський (1815—1837)
  - Велике герцогство Мекленбург-Штреліцьке — Георг Мекленбурзький (1816—1860)
  - Нассауське герцогство — Вільгельм І (1816—1839)
  - Ольденбурзьке герцогство — Петер I (1823—1829); Август I (1829—1863)
  - Королівство Пруссія — Фрідріх-Вільгельм III (1797—1840)
  - Рейс-Еберсдорф — князь Генріх LXXII (1824—1848)
  - Ройсс-Грайцьке князівство — Генріх XIX (1817—1836)
  - Велике герцогство Саксен-Веймар-Айзенаське — Карл Фрідріх (1828—1853)
  - Саксен-Гота-Альтенбурзьке герцогство — Фрідріх (1826—1834)
  - Саксен-Майнінгенське герцогство — Бернхард II (1803—1866)
  - Саксонське королівство — Антон І (1827—1836)
  - Шаумбург-Ліппське князівство — Георг Вільгельм (1787—1860)
  - Шварцбург-Рудольштадтське князівство — Фрідріх Гюнтер I (1807—1867)
- Піренейський півострів
  - Іспанське королівство — Фернандо VII (1808—1833)
  - Португальське королівство — король Мігел I (1828—1834)
- Польща
  - Олесницьке князівство — Карл II Брауншвейзький (1815—1830)
  - Велике герцогство Познанське — Фрідріх-Вільгельм III (1815—1840)
  - Тешинське герцогство — Карл Тешинський (1822—1847)
- Російська імперія — Микола I (1825—1855)
- Румунія; Молдова
  - Волоське князівство — російська військова адміністрація (1828—1834)
  - Молдавське князівство — російська військова адміністрація (1828—1834)
- Скандинавія
  - король Данії — Фредерік VI (1808—1839)
  - Король Норвегії — Карл III Юхан (1818—1844)
  - Швеція — Карл XIV Юхан Бернадот (1818—1844)
- Угорське князівство — Франц II (1792—1835)
- Україна —
  - Малоросійське генерал-губернаторство — Рєпнін-Волконський Микола Григорович (1816—1834)
  - Слобідсько-Українська губернія — Каховський Михайло Іванович (1829—1833)
- Франція — король Карл X (1824—1830)
  - Нідерланди — Віллем I (1815—1840)
  - Люксембурзьке герцогство — Віллем I (1815—1840)
  - Монако — Оноре V (1819—1841)
  - Савойське герцогство — Карл Фелікс (1821—1831)
- Богемське королівство (Чехія) — Франц II (1792—1835)
- Шотландія
- Святий Престол; Папська держава — Папа Римський — Лев XII (1823—1829); Пій VIII (1829—1830)
- Вселенський патріарх — Афанасій V Єрусалимський (1827—1844)

## Азія
- Близький Схід
  - Акрабі — Аль-Махді ібн Алі аль-Акрабі (1770—1833)
  - Бейхан (емірат) — Сайфаллах (? — ?)
  - Заїдська держава Ємену — Абдалла аль-Магді (1816—1835)
  - Мамлюцький Ірак — Дауд-паша (1816—1831)
  - Емірат Кувейт — Джабір I ас-Сабах (1814—1859)
  - Османська імперія — Махмуд II (1808—1839)
    - Сідон (еялет) — Абдулла Паша (1823—1832)

  - Джебель-Шаммар — Саліх ібн Абд аль-Мухсін (1818–1834)
  - Шаріфат Мекки — Мухаммед ібн Абдул Муїн (1827—1836)
  - Лахедзький султанат — Мухсин аль-Абдалі (1827—1839)
    - Бабан (князівство) — Махмуд-паша (1813—1834)

  - Шейхство Алаві — Шаїф I аль-Алаві (1800—1839)
  - Вахіді — Абдалла I бін Агмад аль-Вагіді (1810—1830)
  - Неджд (емірат) — Туркі ібн Абдуллах (1824—1834)
  - Верхня Яфа — Кахтана II бін Умар аль-Хархара (1815—1840)
  - Нижня Яфа — Алі I ібн Галиб аль-Афіфі (1800—1841)
- Персія; Середня Азія
  - Іран — Фатх-Алі Шах Каджар (1797—1834)
    - Талишське ханство — Мір Гасан-хан (1814—1829).
- Індія; Непал; Пакистан і Шрі-Ланка
  - Аркот (держава) — наваб Гулам Мухаммад Гузе-хан (1825—1855)
  - Ауд (держава) — падишах Насір-ад-дін Гайдар-шах (1827—1837)
  - Барода (князівство) — Саяджі Рао Гайквад II (1819—1847)
  - Бахавалпур (князівство) — Мухаммад Бахавал Хан III (1826—1852)
  - Бгаратпур (держава) — Балвант Сінгх (1826—1853)
  - Наваб Бенгалії — Мубарак Алі-хан II (1824—1838)
  - Бхопал (князівство) — Кудсія-бегум (1819—1847)
  - Гайдарабад (держава) — Асаф Джах III (1803—1829); Асаф Джах IV (1829—1857)
  - Гархвал (держава) — Сударшан Шах (1815—1859)
  - Гваліор (князівство) — Джанкоджі Рао II Скіндія (1827—1843)
  - Гератське ханство — Камран-Шах Дуррані (1828—1842)
  - Джайпур (князівство) — Джай Сінґх III (1819—1835)
  - Джайсалмер (князівство) — Гай Сінгх (1820—1846)
  - Джодхпур (князівство) — Ман Сінґх (1803—1843)
  - Джунагадх (князівство) — Мохаммад Бахадур Ханджи II (1811—1840)
  - Дрангадхра (князівство) — Амарсінхджі II Райсінхджі (1804—1843)
  - Дхар (князівство) — Рамчандра Радж II Павар (1810—1833)
  - Імперія Великих Моголів — Акбар Шах II (1806—1837)
  - Індор (князівство) — Малхар Рао II (1811—1833)
  - кабульський і пешаварський хан Дост Мухаммед хан Баракзай (1826—1834)
  - Кандагарське ханство — Пурділ-хан (1826—1830)
  - Калат (ханство) — Мір Махмуд I (1794—1831)
  - Камбей (князівство) — Банда Алі Хан (1823—1841)
  - раджа Капуртали — Фатех Сінґх (1801—1837)
  - Колхапур (князівство) — Шахаджі (1822—1838)
  - Лас Бела (ханство) — Алі-хан II (1818—1830)
  - Майсур (князівство) — Крішнараджа Вадіяр III (1799—1868)
  - Магараджа Удайпуру — Джаван Сінґх (1828—1838)
  - Мустанг (королівство) — Кунга Норбу (1820—1840)
  - Наґпур (князівство) — Раґходжі III (1818—1853)
  - Королівство Непал — Раджендра (1816—1847)
  - Панна (князівство) — Кішор Сінгх (1798—1834)
  - володар місаля Ахдувалія і сардар Капуртали Фатех Сінґх (1801—1837)
  - Сіккім (князівство) — Цудпхуд Намґ'ял (1793—1863)
  - Держава Сикхів — Ранджит Сінґх (1801—1839)
  - Династія Талпур — Мір Мурад Алі Хан (1828—1832)
  - Траванкор — Говрі Парваті Баї (1815—1829); Сваті Тірунал Рама Варма (1829—1846)
  - Тханджавур (князівство) — Серфоджі II (1798—1832)
  - Харан (ханство) — Аббас III (1810—1833)
  - Губернатор Португальської Індії — Маеуель Франсіско Закаріас (1826—1835)
- Індонезія; Південно-Східна Азія
  - Ачеський султанат — Алауддін Мухаммад Дауд Сіах I (1823—1838)
  - Королівство Раттанакосін — Рама III (1824—1851)
  - Банджармасінський султанат — Адам аль-Ватсік (1825—1857)
  - Булунганський султанат — Аджі Мухаммад (1817—1861)
  - Брунейська імперія — Омар Алі Сайфуддін II (1828—1852)
  - Султанат Гова — Абдул-Кадір Мох-Айдід (1826—1893)
  - Династія Нгуєн — Мінь Манг (1820—1841)
  - Джамбійський султанат — Мухаммад Фахруддін Аном Шрі Інгалага (1826—1841)
  - Джок'якартський султанат — Хаменгкубувоно V (1828—1855)
  - Джохорський султанат — Хусейн Муаззам-шах (1819—1835)
  - Пакуаламан — Паку Алам I (1812—1829)
  - Понтіанакський султанат — Усман Аль-Кадрі (1819—1855)
  - Король Чіангмаю Пхуттавонг (1826—1846)
  - Мангкунегаран — Мангкунегара II (1796—1835)
  - Луанґпхабанґ (королівство) — Мантатурат (1819—1837)
  - Тямпасак (королівство) — Хуай (1827—1841)
  - Пагаруюнг — Багагарсіях (1821—1833)
  - Перак (султанат) — Абдулла Муаззам Шах (1825—1830)
  - Магінданао (султанат) — Каваса Анвар уд-Дін (1805—1830)
  - Кедах (султанат) — сіамська окупація (1821—1842)
  - Самбаський султанат — Усман Камаль уд-дін (1828—1832)
  - Сіак (султанат) — Ассаїдіс Шаріф Ісмаїл Абдул Джаліл (1815—1854)
  - Султанат Сулу — Джамалуль Кірам I (1823—1844)
  - Конбаун — Баджідо (1819—1837)
  - Тернатський султанат — Мухаммед Зайн (1823—1859)
  - Тідорський султанат — Аль-Мансур Сіраджуддін (1822—1856)
- Кхмерська імперія — Анг Чан II (1806—1834)
- Накхонситхаммарат (держава) — Чаопхрая Накхон (1811—1838)
- Китай; Монголія
  - Тибет — Далай-лама X (1822—1837)
  - Династія Цін — Міньнін (1820—1850)
    - Кумульське ханство — Башир (1813—1867)
- Окінава; Королівство Рюкю — Сьо Кьо (1803—1834)
- Корея
  - Чосон — Сунджо (1800—1834)
- Середня Азія і Сибір
  - Бухарський емірат — Насрулла (1827—1860)
  - Дарвазьке шахство — перерва до 1845
  - Кокандське ханство — Мухаммед-Алі-хан (1822—1842)
  - Хівинське ханство — Аллакулі-хан (1825—1842)
- Японія — Імператор Нінко (1817—1846)

## Африка
- Агадес (султанат) — Мухаммал Гума (1828—1835)
- Аджаче — Тойон (1828—1836)
- Алжирський еялет — Гусейн III (1818—1830)
- Ауса (султанат) — Айдахіс ібн Махаммад ібн Айдахіс (1801—1832)
- Імперія Ашанті — Осей Яв Акото (1824—1834)
- Багірмі (королівство) — Осман Буркоманда III (1807—1846)
- Бамбара (держава) — Тіфоло Діарра (1827—1840)
- Бамум (держава) — мфон Нгоугоуо (1818—1865)
- Баол (держава) — Бірайма Фатма (1822—1832)
- Борну — Ібрагім IV (1819—1846); шеху Мухаммад аль-Амін аль-Канемі (1814—1837)
- Буганда — Камаанія Наддувамала Мукаса (1814—1836)
- Королівство Бурунді — Нтаре IV (1796—1850)
- Ваало — Єрім Мбан'їк Тег Релла (1825—1830)
- Варсангалійський султанат — гараад Мохамуд Алі (1789—1830)
- Марокканський султанат — Мауля Абд ар-Рахман бен Хішам (1822—1859)
- Вадайський султанат — Адхам ібн Мухаммед (1815—1835)
- Волоф (держава) — Біраямб Кумба-Гей (1818—1838)
- Газа (держава) — Сошангане (1824—1858)
- Дагомея — Гезо (1818—1858)
- Дамагарам (султанат) — Ібрагім дан Сулейман (1822—1841)
- Дарфурський султанат — Мухаммад аль-Фадл (1803—1838)
- Досо (держава) — Аміру (?—1856)
- Імператор Ефіопії — Ґіґар (1826—1830)
- Єгипетський еялет — Мухаммед Алі Єгипетський (1805—1848)
- Зулуське королівство — Дінгаан (1828—1840)
- Королівство Імерина — Ранавалуна I (1828—1861)
- Каарта — Бодіан Моріба (1815—1832)
- Кабадугу (держава) — Вакаба Туре (1815—1858)
- Казембе — Каньємбо Келека Маї (1805—1850)
- Кайор — Біраяма Фатма Фалл (1809—1832)
- Калабарі (держава) — Амакуру (1790—1835)
- Касандже — Кансандже к'я Камболо (1820-ті)
- Конг (держава) — Бакарі Уатара (1813—1833)
- Койя (королівство) — Фатіма Бріма Кома (1826—1840)
- Королівство Конго — Гарсія V (1803—1830)
- Луба (імперія) — Ілунга Кабалі (1820—1850)
- Імперія Масина — Секу Амаду (1818—1845)
- Матамба — Ндала Камана (1810—1833)
- Мономотапа — мвене-мутапа Кандея I (1821—1830)
- Нафана — Дйондо Діарасуба (1815/1820-1848)
- Нрі — Езе Нрі Енвелеана I (1794—1886)
- Королівство Орунгу — Огулссогве Рогомбе Мполо (1810—1840)
- Салум — Балле Ндунгу Хуредія Ндао (1823—1851)
- Сокото (держава) — Мухаммад Белло (1815—1837)
- Трарза (емірат) — Мухаммад аль-Хабіб (1827—1860)
- Туніс (бейлік) — Аль-Хусейн II (1824—1835)
- Імамат Фута-Джаллон — Бубакар I Сорі (1822—1839)
- Фута-Торо (імамат) — Мамаду Ваан (1827—1829); Юсуф Сіре Лі (1829—1831)
- Капська колонія — Гелбрейт Лоурі Коул (1828—1833)
- Португальська Західна Африка — Ніколау де Абреу Каштелу-Бранко (1823—1829); Хосе Марія де Соуза (1829—1834)

## Південна Америка
- Болівія — Педро Бланко Сото (1828—1829); Хосе Мігель де Веласко Франко (1829); Андрес де Санта-Крус (1829—1839)
- Бразильська імперія — Педру I (1822—1831)
- Велика Колумбія — Сімон Болівар (1819—1830)
- Парагвай — диктатор Хосе Гаспар Родрігес де Франсія (1814—1840)
- Чилі — президент Франсіско Антоніо Пінто (1827—1829); Франсіско Рамон Вікунья (1829)
- Об'єднані провінції Ріо-де-ла-Плати — губернатор Буенос-Айреса Хуан Лавальє (1828—1829); Хуан Хосе В'ямонте (1829—1832)
- Тимчасове генерал-капітанство Східної Держави Уругвай — Хосе Рондо (1828—1830)

## Північна Америка
- Республіка Гаїті — Жан-П'єр Буає (1820—1843)
- Перша Мексиканська республіка — Гуадалупе Вікторія (1824—1829); Вісенте Герреро (1829); Хосе Марія Боканегра (1829); Педро Велес (1829)
- Сполучені Штати Америки — Джон Квінсі Адамс (1825—1829); Ендрю Джексон (1829—1837)
  - віце-президент США — Джон Колдвелл Келгун (1825—1832)
- Центральноамериканська федерація — Мауель Хосе Арсе (1825—1829); Хосе Франсіско Баррундіа (1829—1830)

## Океанія
- Гавайське королівство — Камеамеа III (1825—1854)
- Королівство Таїті — Помаре IV (1827—1877)